# París-Tours 1924
La París-Tours 1924 fue la 19.ª edición de la clásica París-Tours. Se disputó el 4 de mayo de 1924 y el vencedor final fue el belga Louis Mottiat, que se impuso en solitario en la línea de meta. 

## Clasificación general[3]
|    | Ciclista           | Equipo                          | Tiempo      |
| -- | ------------------ | ------------------------------- | ----------- |
| 1  | Louis Mottiat      |                                 | 12h 01' 57" |
| 2  | Nicolas Frantz     |                                 | a 1'38"     |
| 3  | Jules Huyvaert     |                                 | m.t.        |
| 4  | Bartolomeo Aimo    | Legnano                         | m.t.        |
| 5  | Maurice Ville      |                                 | a 5'30"     |
| 6  | Albert Dejonghe    | La Francaise - Diamant - Dunlop | a 8'03"     |
| 7  | Francis Pélissier  | Automoto                        | a 10'03"    |
| 8  | Ottavio Bottecchia |                                 | a 15'00"    |
| 9  | Jean Brunier       |                                 | m.t.        |
| 10 | Georges Cuvelier   |                                 | m.t.        |